# Plumularia paucinema
Plumularia paucinema är en nässeldjursart som beskrevs av John Fraser 1940. Plumularia paucinema ingår i släktet Plumularia och familjen Plumulariidae. Inga underarter finns listade i Catalogue of Life.